# منج (باخرز)
منج (باخرز)، روستایی از توابع بخش مرکزی شهرستان باخرز در استان خراسان رضوی ایران است.

## جمعیت
این روستا در دهستان مالین قرار دارد و براساس سرشماری مرکز آمار ایران در سال ۱۳۸۵، جمعیت آن ۱۳۵ نفر (۳۴ خانوار) بوده‌است.

### شغل
باغهای آلو و کشاورزی ودامداری از شغل‌های مردم این روستا است.